# ستيف ريد (لاعب كرة قدم)
ستيف ريد (بالإنجليزية: Steve Reed)‏ هو لاعب كرة قدم بريطاني في مركز ظهير ‏، ولد في 6 يناير 1956 في دونكاستر في المملكة المتحدة. لعب مع نادي دونكاستر روفرز.